# 塔吉特區

塔吉特區（阿拉伯语：‎），是阿爾及利亞的行政區，位於該國西部，由貝沙爾省負責管轄，首府設於塔吉特，面積8,040平方公里，2008年人口6,505，人口密度每平方公里0.8人。